# جاوید حمزاتوف
جاوید حمزاتوف ورزشکار مرد رشتهٔ کشتی فرنگی متولد ۲۷ دسامبر ۱۹۸۹ در کشور روسیه است. 
وی در سال ۲۰۱۶ میلادی در بازی‌های المپیک ریو مدال برنز وزن ۸۵ کیلو این مسابقات را کسب کرد.

## المپیک ۲۰۱۶ ریو
حمزاتوف در سال ۲۰۱۶ میلادی در المپیک ریو در وزن ۸۵ کیلو حاضر بود توانست با دو پیروزی برابر فی پنگ از چین و عامر هروستانوویچ از اتریش به مرحله نیمه نهایی برسد، در این مرحله اما با مقابل ژان بلنیوک کشتی‌گیر اوکراین تن به شکست داد تا به دیدار رده‌بندی برود، حمزاتوف در دیدار رده‌بندی توانست نیکولای بایریاکوف کشتی‌گیر بلغارستان را شکست دهد و به مدال برنز دست یابد.